# Сандра (Эстония)
Са́ндра (эст. Sandra) — деревня в волости Пыхья-Сакала уезда Вильяндимаа, Эстония.
До реформы местных самоуправлений 2017 года входила в состав волости Сууре-Яани.

## География и описание
Расположена в северо-западной части уезда Вильяндимаа. Расстояние до волостного центра — города Сууре-Яани — составляет 24 километра, до уездного центра — города Вильянди — 30 километров. Высота над уровнем моря — 24 метра.
Бо́льшая часть деревни находится на территории национального парка Соомаа. Через деревню протекает река Раудна, на территории деревни в неё впадают реки Леммйыги, Тырамаа, ручьи Мульги (Mulgi) и Уйа (Uia) и канал Эрди (Ördi).
По площади Сандра является самой большой деревней Эстонии (173 км²), так как включает в себя обширное болото Валгераба (33,79 км²); её площадь даже больше площади Таллина (159,37 км²).
В деревне растёт охраняемое государством дерево — древний дуб Леммйыэ (охват 4,9 м, высота 23 м).
Климат умеренный. Официальный язык — эстонский. Почтовый индекс — 71309.

## Население
По данным переписи населения 2021 года, в Сандра насчитывалось 23 жителя, все — эстонцы.
По данным переписи населения 2011 года, в деревне проживали 20 человек, все — эстонцы. 
Численность населения деревни Сандра по данным переписей населения:
| Год  | 1959 | 1970 | 1979 | 1989 | 2000 | 2011 | 2021 |
| ---- | ---- | ---- | ---- | ---- | ---- | ---- | ---- |
| Чел. | 141  | ↘ 19 | ↗ 32 | ↘ 25 | ↘ 24 | ↘ 20 | ↗ 23 |

## История
В письменных источниках 1681 года упоминается Sander Guders, 1704 года — Sander Jack (крестьянин на мызе Вастемыйза, которой принадлежала деревня). В 1797 и 1839 годах упоминается Sandra (деревня).
В годы Первой Эстонской Республики в деревне насчитывалось несколько крупных хуторов: Карускосе (Karuskose, на военно-топографических картах Российской империи, в состав которой входила Лифляндская губерния, обозначен как Каросекоссе), Полди (Poldi), Тухкья (Tuhkja), Сандра-Кяэра (Sandra-Käära) и Сандра-Пийлу (Sandra-Piilu).
В 1946–1962 годах в деревне работала школа, и в лучшие времена в ней обучалось около 40 местных детей.
В 1977 году, в период кампании по укрупнению деревень, с Сандра* была объединена деревня Эрма (эст. Ärma).
По состоянию на ноябрь 2007 года в деревне было 3 хозяйства: Куусекяэра (эст. Kuusekäära), Кийноя (эст. Kiinoja) и Кяэра (эст. Käära). В них проживали порядка 20 человек. От хутора Сандра, который дал название деревне и который в давние времена был одним из самых крупных в регионе, остались только руины.

## Галерея
- Река Раудна возле хутора Куусекяэра
- Дуб Леммйыэ
- Учебная тропа Ингатси на болоте Куресоо, деревня Сандра
- Апрель 2011 года («пятое время года») в Соомаа
- Декабрь 2008 года («пятое время года») в деревне Сандра

## Комментарии
1. ↑  Эстонские топонимы, оканчивающиеся на -а, в русском языке не склоняются[13], а род получают по родовому слову, например, деревне присваивается женский род, хотя в эстонском языке нет категории рода.